# Lammerschans

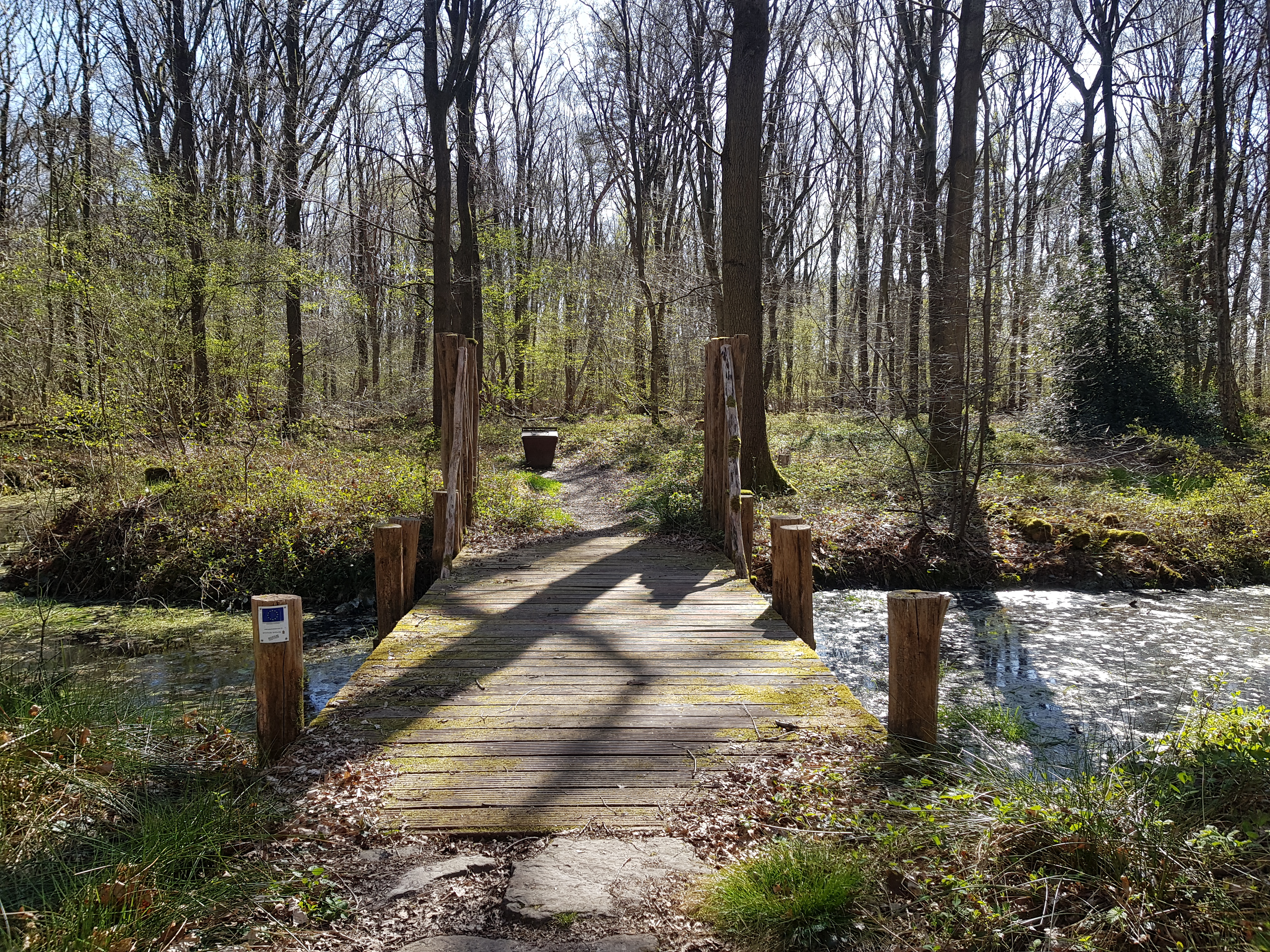
Toegang tot de schans

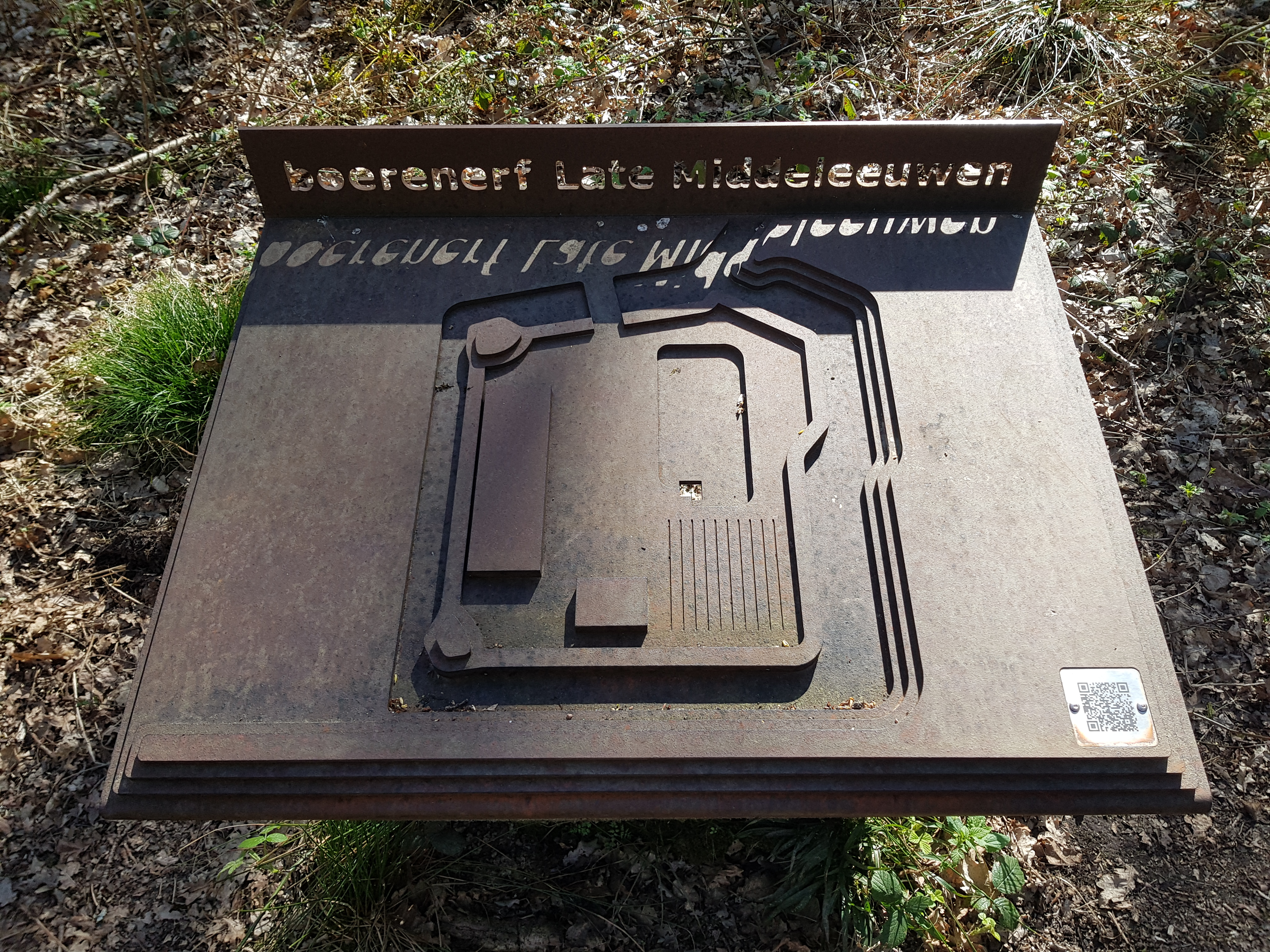
Infotafel

De Lammerschans of Lammedam was een boerenschans in de Nederlandse gemeente Beekdaelen. De schans lag ten oosten van Schinveld in de Schinveldse Bossen nabij de Ruscherbeek.
Op ongeveer 500 meter naar het zuidoosten ligt de Vijfsprongschans en op ruim 650 meter naar het zuiden de schans Russcherleen.

## Geschiedenis
In 2006 werd de schans hersteld door de Stichting Instandhouding Kleine Landschapselementen in Limburg.

## Constructie
De schans heeft afmetingen van 40 bij 50 meter en wordt omgeven door een gracht.

## Legende
De Lammerschans is de plaats van de legende van de witte joffer la madame blanche. Volgens de legende zou hier een schone jonkvrouw met haar partner door een jaloerse edelman zijn vermoord, waarbij het kasteel in vlammen opging. 's nachts zou haar witte gedaante nog rond waren.